# 1the9
1the9 (Hangul: 원더나인, cách điệu: 1THE9) là một nhóm nhạc nam Hàn Quốc được thành lập thông qua cuộc thi sống còn năm 2018 Under Nineteen. Nhóm gồm 9 thành viên: Yoo Yong-ha, Kim Tae-woo, Lee Seung-hwan, Shin Ye-chan, Kim Jun-seo, Jeon Do-yum, Jung Jin-sung, Jeong Taek-hyeon và Park Sung-won. Nhóm được thành lập vào ngày 9 tháng 2 năm 2019 bởi MBK Entertainment và sẽ hoạt động trong vòng 12 tháng. Nhưng do ảnh hưởng của đại dịch COVID-19, hợp đồng của nhóm kéo dài đến tháng 8 năm 2020. Họ chính thức ra mắt vào ngày 12 tháng 4 năm 2019.

## Lịch sử

### Trước khi ra mắt: Under Nineteen
1THE9 được thành lập thông qua loạt chương trình cạnh tranh 'sống còn' Under Nineteen, được phát sóng trên đài MBC từ ngày 3 tháng 11 năm 2018 đến ngày 9 tháng 2 năm 2019. Trong số 57 thực tập sinh đầu tiên tham gia, 9 người cuối cùng được chọn do khán giả bình chọn và công bố qua truyền hình trực tiếp phát sóng.
Trong buổi phát sóng cuối cùng, các thành viên cuối cùng đã được xếp hạng và đánh dấu để debut bằng phiếu bầu từ người hâm mộ. Đã có thông báo rằng đội hình cuối cùng sẽ tổ chức V Live để cảm ơn người hâm mộ hai giờ sau chương trình cũng như tên của họ. Sau đó đã có thông báo rằng giám đốc nhóm thanh nhạc Crush sẽ viết và sản xuất đĩa đơn ra mắt của nhóm.
Mặc dù dự kiến ra mắt chính thức vào tháng 4, nhưng họ sẽ tham gia "Under Nineteen's Final Concert" vào ngày 23 tháng 2 năm 2019, biểu diễn các bài hát trong chương trình với các thí sinh khác. Kể từ chương trình, các thành viên đã biểu diễn đĩa đơn "Like a Magic" trên các chương trình âm nhạc và sử dụng nó như một đĩa đơn quảng bá trước khi ra mắt.

### 2019: Ra mắt với XIX và Blah Blah
Ngày 22 tháng 2 năm 2019, họ đã thông báo rằng màn ra mắt chính thức của họ được ấn định vào ngày 12 tháng 4 với một buổi hòa nhạc vào cuối tháng với màn ra mắt tại Nhật Bản của họ. Nó cũng đã được thông báo rằng một chương trình thực tế cho nhóm sẽ bắt đầu phát sóng vào ngày 22 tháng 3. Màn ra mắt tại Nhật Bản của họ đã bị hoãn lại do MBK muốn tập trung vào các hoạt động quảng bá ở Hàn Quốc trước.
Một loạt các teaser cá nhân đã được phát hành cho mỗi thành viên trước khi mốc thời gian debut được công bố. Vào ngày 5 tháng 4, dòng thời gian ra mắt bắt đầu và tên của album được tiết lộ là XIX với ca khúc chủ đề là "Spotlight". Một ca khúc trước khi ra mắt "Domino" có sự góp mặt của Crush đã được phát hành vào ngày 7 tháng 4 dẫn đến màn ra mắt chính thức của họ vào ngày 13 tháng 4. 1THE9 bắt đầu quảng bá album với "Spotlight" trên nhiều chương trình âm nhạc.
Ngày 17 tháng 4, họ đã tổ chức sân khấu ra mắt của mình thông qua chương trình đặc biệt V Live trong một giờ ba mươi phút. Họ biểu diễn 3 bài hát, chơi trò chơi, đồng thời công bố tên và màu sắc của fandom lần lượt là Wonderland và Lime Punch.
Ngày 3 tháng 10, có thông báo rằng họ sẽ trở lại với mini-album thứ hai Blah Blah vào ngày 17 tháng 10.

### 2020: Comeback Turn Over, nhóm chính thức tan rã
Ngày 6 tháng 7, có thông báo rằng họ sẽ phát hành mini-album thứ ba Turn Over vào ngày 16 tháng 7.
Ngày 27 tháng 7 năm 2020, nhóm sẽ chính thức tan rã vào ngày 8 tháng 8. Trước khi tan rã, nhóm đã phát hành mini-album thứ tư và cũng là album cuối cùng trong sự nghiệp là Good Bye 1the9 vào ngày 5 tháng 8.

## Thành viên
| Danh sách thành viên của 1THE9 | Danh sách thành viên của 1THE9 | Danh sách thành viên của 1THE9 | Danh sách thành viên của 1THE9 | Ngày sinh         | Nơi sinh            | Công ty quản lý       | Vai trò                            | Xếp hạng chung cuộc |
| Tên khai sinh                  | Tên khai sinh                  | Tên khai sinh                  | Tên khai sinh                  | Ngày sinh         | Nơi sinh            | Công ty quản lý       | Vai trò                            | Xếp hạng chung cuộc |
| Latinh                         | Hangul                         | Hanja                          | Hán-Việt                       | Ngày sinh         | Nơi sinh            | Công ty quản lý       | Vai trò                            | Xếp hạng chung cuộc |
| ------------------------------ | ------------------------------ | ------------------------------ | ------------------------------ | ----------------- | ------------------- | --------------------- | ---------------------------------- | ------------------- |
| Yoo Yong-ha                    | 유용하                         | 劉勇河                         | Hữu Dũng Hà                    | 11 tháng 1, 1999  | Jeollanam, Hàn Quốc | OUI Entertainment     | Trưởng nhóm, Rap dẫn, Hát          | 6                   |
| Kim Tae-woo                    | 김태우                         | 金兌祐                         | Kim Tại Vũ                     | 23 tháng 4, 1999  | Gyeonggi, Hàn Quốc  | A Team Entertainment  | Hát, Rap                           | 3                   |
| Lee Seung-hwan                 | 이승환                         | 李昇奐                         | Lý Thắng Hoàn                  | 20 tháng 5, 2000  | Seoul, Hàn Quốc     | Kakao M               | Nhảy dẫn, Hát dẫn                  | 8                   |
| Shin Ye-chan                   | 신예찬                         | 申藝燦                         | Thân Nghệ Xán                  | 14 tháng 5, 2001  | Seoul, Hàn Quốc     | Spire Entertainment   | Hát chính, nhảy dẫn                | 4                   |
| Kim Jun-seo                    | 김준서                         | 金俊抒                         | Kim Tuấn Từ                    | 20 tháng 11, 2001 | Ulsan, Hàn Quốc     | OUI Entertainment     | Hát dẫn, Nhảy dẫn, Rap, Visual     | 9                   |
| Jeon Do-yum                    | 전도염                         | 全暏炎                         | Điền Đạo Nghiêm                | 21 tháng 2, 2002  | Daejeon, Hàn Quốc   | Bluedot Entertainment | Nhảy chính, Rap dẫn, Hát, Center   | 1                   |
| Jung Jin-sung                  | 정진성                         | 丁真成                         | Trịnh Trấn Thành               | 30 tháng 3, 2002  | Yeoncheon, Hàn Quốc | Kakao M               | Hát chính, Nhảy dẫn, Visual        | 2                   |
| Jeong Taek-hyeon               | 정택현                         | 鄭澤玄                         | Trịnh Trạch Huyễn              | 28 tháng 7, 2003  | Gunpo, Hàn Quốc     | Management Air        | Rap chính, Hát, Gương mặt đại diện | 5                   |
| Park Sung-won                  | 박성원                         | 朴成原                         | Phác Thành Nguyên              | 18 tháng 12, 2003 | Incheon, Hàn Quốc   | RAIN Company          | Rap chính, Hát, Maknae             | 7                   |

## Chương trình truyền hình

### Truyền hình TV
| Năm       | Kênh | Chương trình   |
| --------- | ---- | -------------- |
| 2018–2019 | MBC  | Under Nineteen |
| 2019      | MBC  | Wonderland     |

### Radio
| Năm  | Kênh     | Chương trình                       |
| ---- | -------- | ---------------------------------- |
| 2019 | MBC      | Idol Radio                         |
| 2019 | MBC FM4U | Kim Shin Young's Noon Song of Hope |

## Danh sách đĩa nhạc

### Đĩa đơn
| Tên            | Thông tin | Vị trí trên bảng xếp hạng | Doanh thu    |
| Tên            | Thông tin | HQ                        | Doanh thu    |
| -------------- | --- | ------------------------- | ------------ |
| XIX            | - Ngày phát hành: 13 tháng 4 năm 2019 - Hãng đĩa: PocketDol Studio, Kakao M - Thể loại: CD, digital download, streaming  | 7                         | - HQ: 20,706 |
| Blah Blah      | - Ngày phát hành: 17 tháng 10 năm 2019 - Hãng đĩa: PocketDol Studio, Kakao M - Thể loại: CD, digital download, streaming | 15                        | - HQ: 13,454 |
| Turn Over      | - Ngày phát hành: 16 tháng 7 năm 2020 - Hãng đĩa: PocketDol Studio, Kakao M - Thể loại: CD, digital download, streaming  | 23                        | - HQ: 7,200  |
| Good Bye 1the9 | - Ngày phát hành: 5 tháng 8 năm 2020 - Hãng đĩa: PocketDol Studio, Kakao M - Thể loại: CD, digital download, streaming   | Không có                  | Không có     |